# Varpelev Sogn
Varpelev Sogn er et sogn i Tryggevælde Provsti (Roskilde Stift).
I 1800-tallet var Varpelev Sogn anneks til Strøby Sogn. Begge sogne hørte til Stevns Herred i Præstø Amt. De dannede hver sin  sognekommune. I 1962 gik Varpelev frivilligt ind i starten på Vallø Kommune. Ved kommunalreformen i 1970 blev Strøby også indlemmet i Vallø Kommune, der ved strukturreformen i 2007 indgik i Stevns Kommune.
I Varpelev Sogn ligger Varpelev Kirke.
I sognet findes følgende autoriserede stednavne:
- Varpelev (bebyggelse, ejerlav)